# ویتچارچ کننایکوروم
ویتچارچ کننایکوروم (به انگلیسی: Whitchurch Canonicorum) یک روستا و محله مدنی در بریتانیا است که در West Dorset واقع شده‌است. ویتچارچ کننایکوروم ۶۸۴ نفر جمعیت دارد.